# Cora (hipermarket)
Cora je lanac hipermarketa u vlasništvu Louis Delhaize Grupe u Belgiji, a prethodno je imala hipermarkete u Francuskoj, Mađarskoj, Luksemburgu i Rumunjskoj. Coru je 1974. godine osnovao holding supermarketa Louis Delhaize Grupe, nakon što je preuzeo tri hipermarketa Carrefour smještena u Belgiji. Ova tri su izvorno osnovana oko 1969. kao joint venture franšiza između dvije druge tvrtke: Carrefour Group i Delhaize Group.Cora logo.svg